# Carl Frosch
Carl John Frosch (né le 6 septembre 1908 et mort le 18 mai 1984), est un chimiste américain des Laboratoires Bell. Avec le technicien Lincoln J. Derick (dit Link Derick), il invente en 1955 le masquage au dioxyde de silicium, qui marque une étape décisive dans l'émergence du procédé planar et la fabrication en série de circuits intégrés (cf. Oxydation thermique).

## Biographie
Frosch grandit à Ilion (New York) puis étudie à Union College.
Employé comme chimiste des procédés au sein de l'équipe de John Lewis Moll (en), chargée du dopage des semi-conducteurs, il découvre, après une erreur de manipulation, toute l'importance des effets de masquage par oxydes dans le silicium ; jusque-là, on préférait le germanium au silicium, car ce dernier devait être manipulé sous vide ou dans une atmosphère d'azote afin d'éviter les effets d'oxydation, qui « grillaient » la matrice. Frosch et Derick tentent d'abord d'éliminer cette oxydation superficielle par des attaques acides avant de réaliser qu'elle préserve la sensibilité du silicium, et qu'elle est perméable à certains sels dopants (comme le gallium), mais étanche à d'autres (le bore, le phosphore) : ainsi, il devient possible de procéder au dopage sélectif des substrats au silicium. Ils brevetèrent leur invention au mois de juin 1955.
Frosch et Derick montrent aussi comment doper le silicium avec des porteurs de charge minoritaires en perçant localement la couche d'oxydes (1957). Jean Hoerni, ingénieur chez Fairchild Semiconductor, obtient une copie de l'article de Frosch par des chercheurs de Shockley Semiconductor Laboratory ; il a tôt fait de perfectionner ces techniques, en exploitant la protection apportée par la couche d'oxydes à la transition PN, chaque fois que la couche de dopant s'étend sous cette couche protectrice.
Frosch s'établit à Summit (New Jersey).